# Ottavio Bugatti
Ottavio Bugatti (Lentate sul Seveso, Provincia de Milán; 25 de septiembre de 1928-San Pellegrino Terme, 13 de septiembre de 2016) fue un futbolista italiano. Jugaba de guardameta.

## Biografía
Ottavio Bugatti nació en Seveso, provincia de Milán en 1928. Fue una de las apuestas más arriesgadas de Paolo Mazza y posiblemente la más audaz de todas. En su año de promoción triunfal a Spal Seregno había derrotado por 5-2 en la ida y en la vuelta 4-0 y Bugatti había sido el portero en toda la serie B. Mazza y sus observadores lo habían visto, más sin embargo algo le vio y lo ascendió a la Serie A. Bugatti tuvo dos campeonatos espectaculares. Fue socialmente muy atrayente siendo un galán en el Ferrara en los años cincuenta. En el campo era fenomenal. Jugó 71 partidos, faltando solo uno en Palermo.

## Trayectoria
Su primer club fue el lombardo Seregno, con el que militó en Serie C en 1949/50 y en Serie B en la temporada siguiente. En 1951/52 fue comprado por la SPAL: con el club de Ferrara hizo su debut en Serie A.
En 1953/54 pasó al SSC Napoli del presidente Lauro.  Mazza lo dio a Nápoles en el verano de 1953 a 55 millones de dólares[cita requerida] en el tiempo, una cifra jamás pagada para un portero. Con la entidad napolitana obtuvo en 1956 el prestigioso Premio "Combi", distinción reservada al mejor portero de la Serie A. Bugatti estaba con Fontanesi única spallino en vestir la camiseta de la Selección Nacional y llevaba el azul-blanco. En total jugó para Italia en siete ocasiones. Defendió la selección nacional durante ocho años hasta 1961 y luego fue objeto de Sarti euromondiale Inter de Helenio Herrera, el padre del catenaccio. Se consideró por unanimidad de los testigos de la época el mejor portero visto nunca en Ferrara: aunque en las últimas décadas algunos han hecho lo suficiente para quitar el puesto.
En 1961/62 fue adquirido por el Inter de Milán. Con los nerazzurri no jugó mucho; sin embargo ganó dos Scudetti (1962/63 y 1964/65), dos Copas de Europa (1963/64 y 1964/65) y dos Copas Intercontinentales (1964 y 1965). Se retiró en 1965.

## Muerte
En la víspera del cumpleaños número 88, que le estaba esperando el 25 de septiembre, se marchó otro de los mitos de la gran Spal: Ottavio Bugatti, el primer portero en la Serie A, falleciendo en San Pellegrino Terme, el 14 de septiembre de 2016.

## Selección nacional
Fue internacional 7 veces con la Selección italiana; debutó el 16 de julio de 1952 frente a Estados Unidos en los Juegos Olímpicos de Helsinki (8-0 para los azzurri).

## Clubes
| Club              | País   | Año       |
| ----------------- | ------ | --------- |
| Seregno FC        | Italia | 1949-1951 |
| SPAL Ferrara      | Italia | 1951-1953 |
| SSC Napoli        | Italia | 1953-1961 |
| FC Inter de Milán | Italia | 1961-1965 |

## Palmarés

### Campeonatos nacionales
| Título  | Club              | País   | Año       |
| ------- | ----------------- | ------ | --------- |
| Serie A | FC Inter de Milán | Italia | 1962-1963 |
| Serie A | FC Inter de Milán | Italia | 1964-1965 |

### Copas internacionales
| Título                      | Club              | País   | Año       |
| --------------------------- | ----------------- | ------ | --------- |
| Copa de Campeones de Europa | FC Inter de Milán | Italia | 1963-1964 |
| Copa Intercontinental       | FC Inter de Milán | Italia | 1964      |
| Copa de Campeones de Europa | FC Inter de Milán | Italia | 1964-1965 |
| Copa Intercontinental       | FC Inter de Milán | Italia | 1965      |

### Distinciones individuales
| Distinción                                   | Año  |
| -------------------------------------------- | ---- |
| Premio "Combi" (mejor portero de la Serie A) | 1956 |